# Moi (Lund)
Moi ist eine Ortschaft in der norwegischen Kommune Lund in der Provinz (Fylke) Rogaland. Der Ort stellt das Verwaltungszentrum von Lund dar und hat 2008 Einwohner (Stand: 1. Januar 2024).

## Geografie
Moi ist ein sogenannter Tettsted, also eine Ansiedlung, die für statistische Zwecke als eine Ortschaft gewertet wird. Die Ortschaft liegt am Nordufer des Sees Lundevatnet. Mit einer Tiefe von mehr als 300 Metern gehört er zu den tiefsten Seen des Landes. In Moi mündet der von Norden auf den See zufließende Fluss Moisåna in das Lundevatnet.

## Geschichte
Der Ortsname leitet sich von dem altnordischen Wort mór ab, welches „Sand- oder Kiesebene“ bedeutet und auch als Wortbestandteil -mo vielerorts auftaucht. Die Lund kirke ist eine Holzkirche im Ort Moi aus dem Jahr 1812.

## Wirtschaft und Verkehr
Am Ostufer des Lundevatnet führt die Europastraße 39 (E39) in den Norden auf Moi zu. Von Moi aus führt sie an der Moisåna entlang weiter Richtung Norden. Einen ähnlichen Verlauf nimmt in diesem Gebiet die Bahnlinie Sørlandsbanen. Der Bahnhof in Moi wurde 1904 eröffnet, als die Bahnstrecke zwischen Egersund und der Bahnlinie Flekkefjordbanen fertiggestellt wurde.
In Moi sind mehrere Industriebetriebe angesiedelt, wobei vor allem die Holzindustrie stark vertreten ist. So sind der Fensterproduzent NorDan und ein Türenproduzent in Moi angesiedelt. Das Wasserkraftwerk Moi ist ein kleines Kraftwerk, das 1997 in Betrieb genommen wurde. Bis 2010 hatte es eine mittlere Jahresproduktion von 2 GWh.

## Persönlichkeiten
- Emil Nikolaisen (* 1977), Musiker und Musikproduzent
- Elvira Nikolaisen (* 1980), Singer-Songwriterin
- Oda Maria Hove Bogstad (* 1996), Fußballtorhüterin